# 道口镇 (莒南县)
道口乡，是中华人民共和国山東省临沂市莒南县下辖的一个乡镇级行政单位。

## 行政区划
道口乡下辖以下地区：
中道口村、后道口村、前道口村、胡家官庄村、曹家庄子村、兰墩官庄村、王家庄子村、东朱家庄村、座花塘村、墩庄子村、砖疃村、宏伟村、前介脉头村、西许口村、东许口村、北集村、泱沟村、周家庄村、陈家埠村、陈家湖村、营子村、广亮门村、西野埠村、南官庄村、晒衣台村、躲水庄村、东野埠村、姜家庄村、贾家庄村、邵家庄子村、东官庄村、后介脉头村和赫马岭村。